# Yemmiganur
Yemmiganur es una ciudad y  municipio situada en el distrito de Kurnool en el estado de Andhra Pradesh (India). Su población es de 95149 habitantes (2011). Se encuentra a 68 km de Kurnool y a 353 km de Bangalore. 

## Demografía
Según el censo de 2011 la población de Yemmiganur era de 95149 habitantes, de los cuales 47456 eran hombres y 47693 eran mujeres. Yemmiganur tiene una tasa media de alfabetización del 62,98%, inferior a la media estatal del 67,02%: la alfabetización masculina es del 73,05%, y la alfabetización femenina del 53,06%.